# Victor Cordero Flores
Victor Cordero (San José, 9 de novembro de 1973) é um ex-futebolista costariquenho que atuava como zagueiro. Atualmente trabalha nas divisões de base do Deportivo Saprissa, clube no qual jogou toda sua carreira de jogador.

## Carreira
Victor Cordero foi um dos poucos jogadores a atuar toda sua carreira no Saprissa, durante 20 anos de 1991 até sua despedida em 2001, numa vitória de 2 a 0 contra Universidade Católica, do Chile.
Alguns feitos como jogador foram a conquista de 11 títulos nacionais, 3 da CONCACAF de clubes sendo um dos jogadores mais vitorioso da história do clube. No futebol costa-riquenho, é o segundo jogador com maior número de jogos no futebol local num total de 478 partidas.